# Russell (Kansas)
Russell város az USA Kansas államában. Lakosainak száma 4401 fő (2020. április 1.).

## Népesség
A település népességének változása:

| 2010 | 4 506 |
| 2020 | 4 401 |